# 密叶杨
密叶杨（学名：Populus talassica）为杨柳科杨属的植物。分布在中亚地区以及中国大陆的新疆等地，生长于海拔500米至1,800米的地区，多生在山地河谷或前山地带的河谷两岸，目前尚未由人工引种栽培。

## 异名
- Populus talassica Kom. var tomortensisC. Y. Yang
- Populus talassica Kom. var. cordata C. Y. Yang